# 广州白云绿地中心
广州白云绿地中心（英語：Guangzhou Baiyun Greenland Center），是中国广东省广州市的一座摩天大楼，位于白云区白云新城。它就是白云新城的第一高楼，又是绿地集团出资建造的一座摩天大楼。

## 建造开始时间与结束时间
此大楼于2011年6月10日开工，2013年5月封顶，2013年6月17日竣工。2015年12月31日，广州白云绿地中心商场二期（凯德广场·云尚）正式开业。

## 建筑基本信息
- 占地面积：39780平方米
- 建筑面积：约270000平方米
- 楼层数：45
- 高度：199.85米
- 建筑结构：钢框架-核心筒结构

## 建筑内部情况
里面包括了高级百货、精品超市、五星级电影院、高档酒楼、金融服务中心和室内步行街等六大主要产业。

## 附近的交通
- 地铁：

█2号线：白云公园站